# Vector 2022
Vector 2022 es un tema creado para la enciclopedia en línea Wikipedia. Es una actualización del tema anterior, Vector 2010.

## Descripción
Vector 2022, una actualización del tema anterior de Wikipedia, Vector 2010, presenta una interfaz de usuario revisada que realiza numerosos cambios en la disposición de los elementos de la interfaz. Entre ellos, el menú de selección de idioma, antes ubicado a la izquierda de la pantalla, ahora se encuentra en la esquina superior derecha de la pantalla del artículo que se está leyendo actualmente. Además, la barra lateral se pliega detrás de un botón de hamburguesa. Vector 2022 aumenta adicionalmente los márgenes de visualización del artículo, lo que tiene el efecto de limitar el ancho del artículo; el mismo botón de hamburguesa hace de alternador que puede disminuir los márgenes y expandir el ancho de línea del artículo para llenar la pantalla. El tamaño predeterminado del texto no se ha aumentado, aunque la Fundación Wikimedia le dijo a Engadget que esperan que esta sea una opción en el futuro. La función de búsqueda también se actualizó en Vector 2022, ya que los resultados sugeridos en respuesta a las consultas de los usuarios ahora incluyen imágenes y descripciones breves de las páginas en cuestión.
Tras el lanzamiento masivo de Vector 2022, todavía es posible leer Wikipedia usando el tema anterior. Sin embargo, hacerlo requiere que los lectores se registren para obtener una cuenta de Wikipedia y luego configuren sus preferencias para mostrar Vector 2010 en su lugar. No se realizaron cambios en los temas de Wikipedia existentes, como Monobook y Timeless, que también permanecen disponibles para su uso.

## Desarrollo
Vector 2022 se anunció inicialmente en septiembre de 2020 y su debut estaba programado para 2021. La Fundación Wikimedia dijo que el cambio fue motivado por el deseo de modernizar el sitio y mejorar la experiencia de navegación y edición para los lectores sin experiencia con Internet, ya que la máscara anterior se consideraba «torpe y abrumadora». Según los informes, las pruebas realizadas por la Fundación arrojaron resultados de un aumento del treinta por ciento en las búsquedas de los usuarios y una disminución del quince por ciento en el desplazamiento.
Las primeras versiones de Vector 2022 se lanzaron por primera vez en 2020 en los sitios de Wikipedia en francés, hebreo y portugués, a medida que las nuevas funciones del tema se implementaron para que los usuarios las probaran gradualmente antes de su lanzamiento completo. Más tarde, el tema fue retrasado y finalmente se lanzó como el tema predeterminado para los lectores de los sitios de Wikimedia en 300 (de 318) idiomas el 18 de enero de 2023.

## Recepción
Los usuarios de Wikipedia estaban divididos sobre los cambios. Una request for comment (solicitud de comentarios) en la Wikipedia en inglés preguntando a la comunidad si Vector 2022 debería implementarse o no como el tema predeterminado acumuló más de 90 000 palabras en las respuestas. Los críticos del rediseño se opusieron de manera más prominente al espacio en blanco que quedó vacío en el tema nuevo, mientras que otros usuarios criticaron a dichos críticos por ser ciegamente reticentes a los cambios. La discusión finalmente resultó en que 165 editores votaron en contra del nuevo tema, mientras que 153 estaban a favor. Los usuarios de la Wikipedia en suajili votaron por unanimidad en contra de la promulgación del nuevo tema.
Los periodistas que respondieron al lanzamiento de Vector 2022 consideraron la actualización y las nuevas funciones introducidas como adiciones útiles, pero en general caracterizaron el nuevo tema como una actualización menor que no cambió fundamentalmente su experiencia de lectura en Wikipedia. Annie Rauwerda de Slate dijo que Vector 2022 no era «dramáticamente diferente» del aspecto anterior. Rauwerda también notó la similitud entre la reacción negativa de la comunidad de Wikipedia contra el diseño y las resistencias anteriores a cambios visuales similares en sitios populares como Reddit. Rauwerda y Mike Pearl de Mashable comentaron que los usuarios descontentos con el cambio podrían intervenir en una discusión sobre el tema o usar las funciones de personalización integradas del sitio para alterar su experiencia de lectura.